# روبن كريستوفر
روبن كريستوفر (بالإنجليزية: Robin Christopher)‏ هو دبلوماسي بريطاني، ولد في 13 أكتوبر 1944.